# Bennungen
Bennungen là một đô thị thuộc huyện Mansfeld-Südharz, Sachsen-Anhalt, Đức. Đô thị Bennungen có diện tích 10,28 km², dân số thời điểm ngày 31 tháng 12 năm 2006 là 950 người.